# Scatopse albipennis
Scatopse albipennis är en tvåvingeart som beskrevs av Roser 1840. Scatopse albipennis ingår i släktet Scatopse och familjen dyngmyggor.
Artens utbredningsområde är Tyskland. Inga underarter finns listade i Catalogue of Life.